# Морнингтън
Вижте пояснителната страница за други значения на Морнингтън.
Морнингтън (на английски: Mornington; на ирландски: Baile Uí Mhornáin) е село в североизточната част на Република Ирландия. Намира се в графство Мийт на провинция Ленстър.
Разположено е на десния бряг на устието на река Бойн на около 52 km на север от столицата Дъблин и на 3 km на югоизток от град Дроида.
Заедно със съседните 2 села Лейтаун и Бетистаун при преброяването на населението жителите на трите села се отчитат като общ брой. Населението му заедно с Лейтаун и Бетистаун е 11 872 жители от преброяването през 2016 г.